# Cabaceiras do Paraguaçu
Cabaceiras do Paraguaçu is een gemeente in de Braziliaanse deelstaat Bahia. De gemeente telt 18.569 inwoners (schatting 2009).